# 1980-as UEFA-szuperkupa
Az 1980-as UEFA-szuperkupa a hetedik európai labdarúgó-szuperkupa volt. A két mérkőzésen az 1979–1980-as bajnokcsapatok Európa-kupája-győztes angol Nottingham Forest és az 1979–1980-as kupagyőztesek Európa-kupája-győztes spanyol Valencia CF játszott.
Az első mérkőzést 2–1-re a Nottingham nyerte hazai pályán. A visszavágón a Valencia otthon 1–0-ra győzött. Összesítésben 2–2 volt az eredmény, az idegenben lőtt gólnak köszönhetően a spanyol csapat nyerte a szuperkupát.

## Eredmények

### Első mérkőzés
| 1980. november 25. |

| Nottingham Forest | 2–1   | Valencia CF      |
| ----------------- | ----- | ---------------- |
| Bowyer 57' 89'    | (0–0) | Darío Felman 47' |

| City Ground, Nottingham Játékvezető: Alexis Ponnet (belga) |

| NOTTINGHAM FOREST: |  |                |           |
|                    |  |                |           |
| GK                 |  | Peter Shilton  |           |
| DF                 |  | Viv Anderson   | Sárga lap |
| DF                 |  | Stuart Gray    |           |
| DF                 |  | John McGovern  |           |
| DF                 |  | Larry Lloyd    | Sárga lap |
| MF                 |  | Kenny Burns    |           |
| MF                 |  | Ian Bowyer     |           |
| MF                 |  | Peter Ward     | 76'       |
| MF                 |  | Gary Mills     |           |
| FW                 |  | Ian Wallace    |           |
| FW                 |  | John Robertson | Sárga lap |
| Cserék:            |  |                |           |
| FW                 |  | Raimondo Ponte | 76'       |
| Vezetőedző:        |  |                |           |
| Brian Clough       |  |                |           |

| VALENCIA CF: |  |                   |     |     |
|              |  |                   |     |     |
| GK           |  | Carlos Pereira    |     |     |
| DF           |  | Ricardo Arias     |     |     |
| DF           |  | Ángel Castellanos | 41' |     |
| DF           |  | Daniel Solsona    |     |     |
| DF           |  | Javier Subirats   |     |     |
| MF           |  | Fernando Morena   |     |     |
| MF           |  | Pepe Carrete      | 76' |     |
| MF           |  | Manuel Botubot    |     |     |
| MF           |  | José Cerveró      |     |     |
| FW           |  | Enrique Saura     |     |     |
| FW           |  | Darío Felman      |     | 86' |
| Cserék:      |  |                   |     |     |
| FW           |  | Orlando Jiménez   |     | 86' |
| Vezetőedző:  |  |                   |     |     |
| Pasieguito   |  |                   |     |     |

### Második mérkőzés
| 1980. december 17. |

| Valencia CF         | 1–0   | Nottingham Forest |
| ------------------- | ----- | ----------------- |
| Fernando Morena 51' | (0–0) |                   |

| Estadi Luis Casanova, Valencia Játékvezető: Franz Wöhrer (osztrák) |

| VALENCIA CF: |  |                   |  |
|              |  |                   |  |
| GK           |  | José M. Sempere   |  |
| DF           |  | Ricardo Arias     |  |
| DF           |  | Miguel Tendillo   |  |
| DF           |  | Ángel Castellanos |  |
| DF           |  | Daniel Solsona    |  |
| MF           |  | Javier Subirats   |  |
| MF           |  | Mario Kempes      |  |
| MF           |  | Fernando Morena   |  |
| MF           |  | Manuel Botubot    |  |
| DV           |  | José Cerveró      |  |
| DV           |  | Enrique Saura     |  |
| Vezetőedző:  |  |                   |  |
| Pasieguito   |  |                   |  |

| NOTTINGHAM FOREST: |  |                |           |
|                    |  |                |           |
| GK                 |  | Peter Shilton  |           |
| DF                 |  | Viv Anderson   |           |
| DF                 |  | Bryn Gunn      |           |
| DF                 |  | John McGovern  |           |
| DF                 |  | Larry Lloyd    |           |
| MF                 |  | Kenny Burns    |           |
| MF                 |  | Martin O’Neill | Sárga lap |
| MF                 |  | Raimondo Ponte |           |
| MF                 |  | Trevor Francis |           |
| FW                 |  | Ian Wallace    |           |
| FW                 |  | Colin Walsh    |           |
| Vezetőedző:        |  |                |           |
| Brian Clough       |  |                |           |

A szuperkupát a Valencia CF nyerte 2–2-es összesítéssel, idegenben szerzett több góllal.
| Az 1980-as UEFA-szuperkupa győztese |
| ----------------------------------- |
| Valencia CF 1. cím                  |

## Lásd még
- 1979–1980-as bajnokcsapatok Európa-kupája
- 1979–1980-as kupagyőztesek Európa-kupája